# Петя (Клуж)
Петя (рум. Petea) — село у повіті Клуж в Румунії. Входить до складу комуни Пелатка.
Село розташоване на відстані 314 км на північний захід від Бухареста, 33 км на схід від Клуж-Напоки.

## Населення
За даними перепису населення 2002 року у селі проживали 153 особи, з них 152 особи (99,3%) румунів. Усі жителі села рідною мовою назвали румунську.